# Trochalus kasenyensis
Trochalus kasenyensis är en skalbaggsart som beskrevs av Louis Burgeon 1944. Trochalus kasenyensis ingår i släktet Trochalus och familjen Melolonthidae. Inga underarter finns listade i Catalogue of Life.